# 阪神7861・7961形電車
阪神7861・7961形電車（はんしん7861・7961がたでんしゃ）は、かつて阪神電気鉄道（阪神）が1966年より使用していた優等列車用の電車で、赤胴車と呼ばれる急行系車両の形式である。1967年の架線電圧1500Vへの昇圧で従来2両編成の3601・3701形が4両固定編成となるため、昇圧後も2両編成で運用可能な車両が増備されることとなり、7801・7901形の2両編成版として登場した。

## 編成構成
7801・7901形ではMc-Tの編成が基本であったが、7861・7961形は2両編成での運行が可能なよう、Mc-Tcの編成となった。7861形が制御電動車（Mc）、7961形が制御付随車（Tc）であり、電動車は奇数車が大阪向き、偶数車が神戸向きとなっている。
1966年から1968年にかけて、2両編成8本の16両が武庫川車両工業で製造された。1968年の増備車は、電動車が神戸寄りの偶数向き編成のみとなっている。

7861・7961形
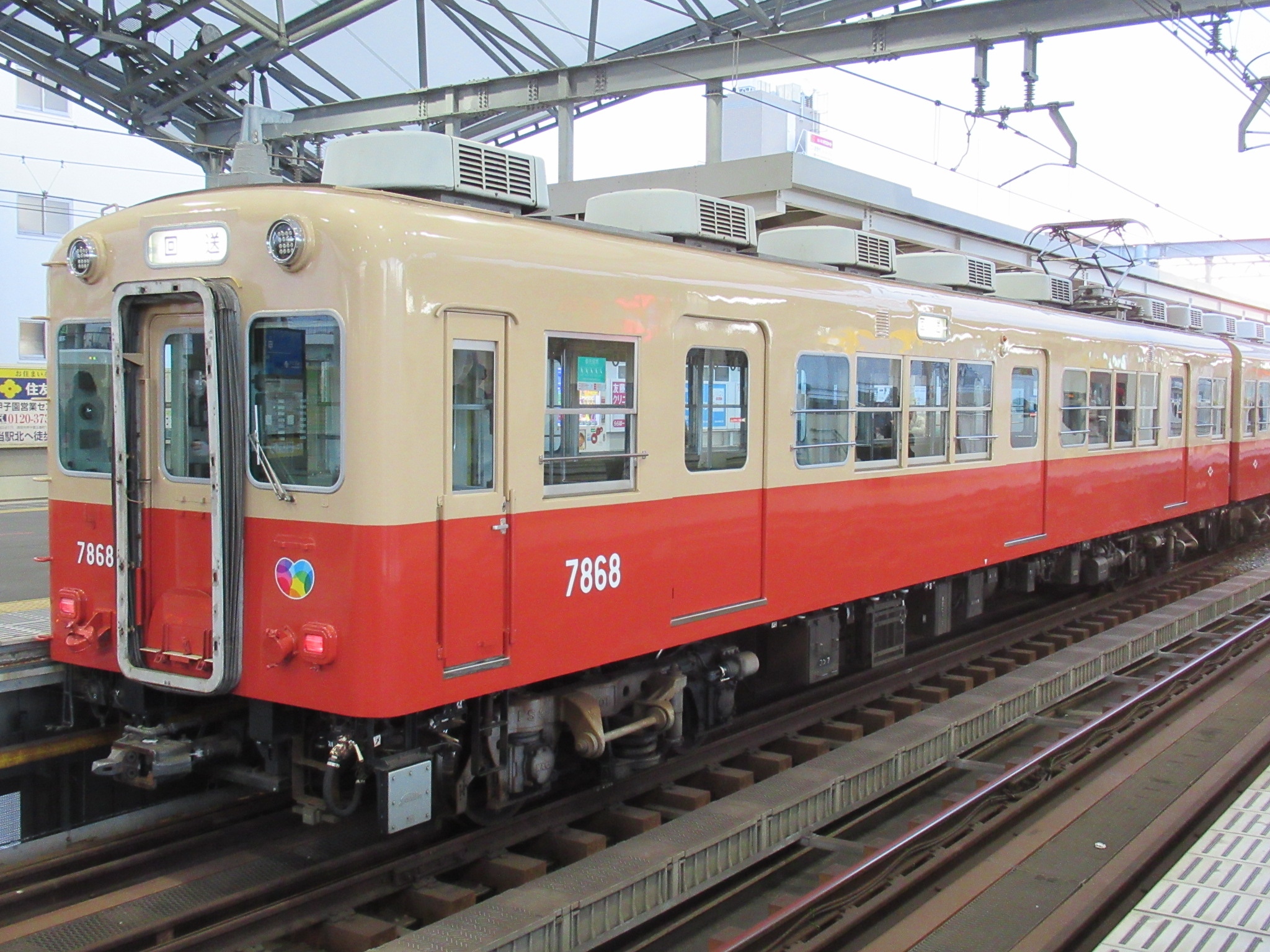
7868
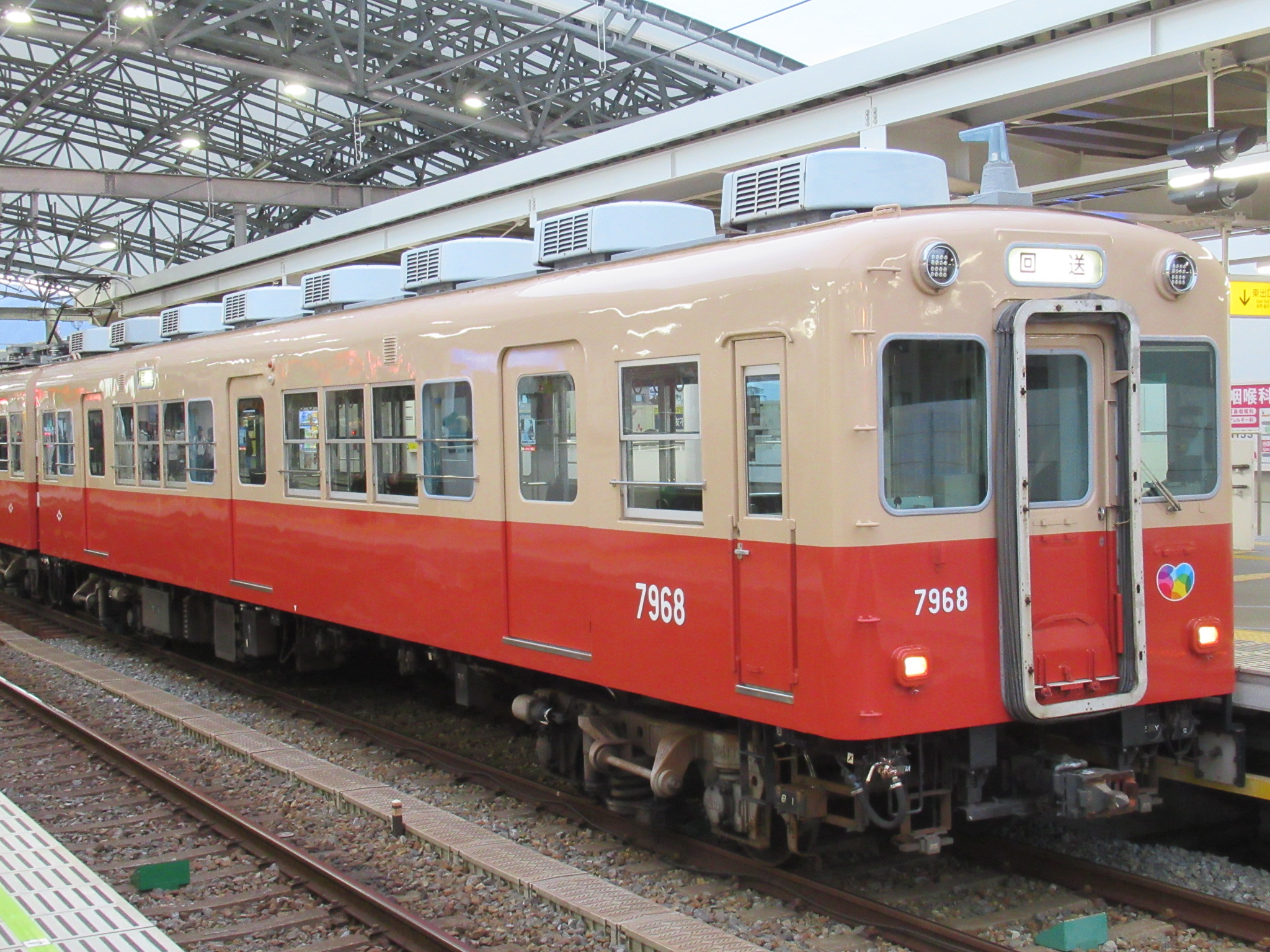
7968

| ← 梅田元町 → | ← 梅田元町 → | 竣工          |
| クモハ Mc1   | クハ Tc1     |               |
| 7861         | 7961         | 1966年9月20日 |
| 7863         | 7963         | 1966年9月20日 |

| ← 梅田元町 → | ← 梅田元町 → | 竣工           |
| クハ Tc2     | クモハ Mc2   |                |
| 7962         | 7862         | 1966年10月4日  |
| 7964         | 7864         | 1968年7月1日   |
| 7966         | 7866         | 1968年7月1日   |
| 7968         | 7868         | 1968年8月20日  |
| 7970         | 7870         | 1968年9月28日  |
| 7972         | 7872         | 1968年11月25日 |

- 7861・7961形
- 7868
- 7968

## 構造

### 車体

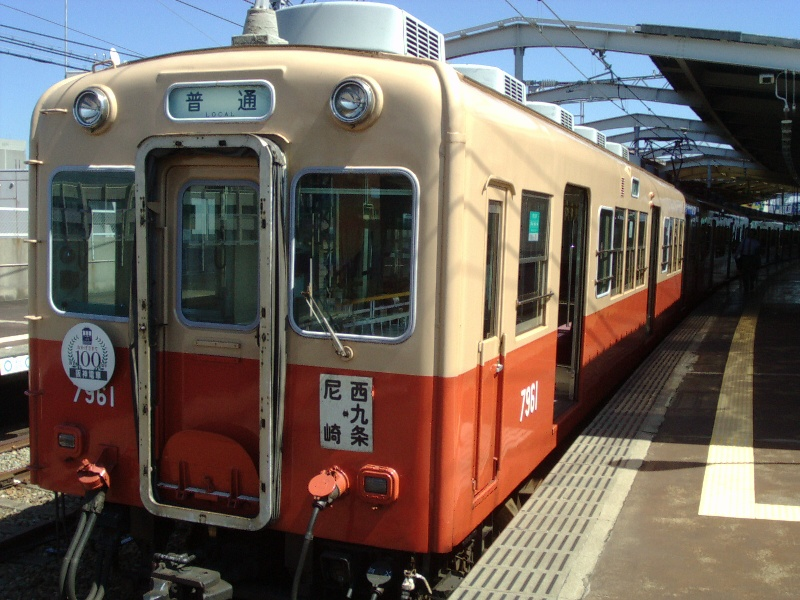
西大阪線運用の初期車7861F（西九条駅、2005年）

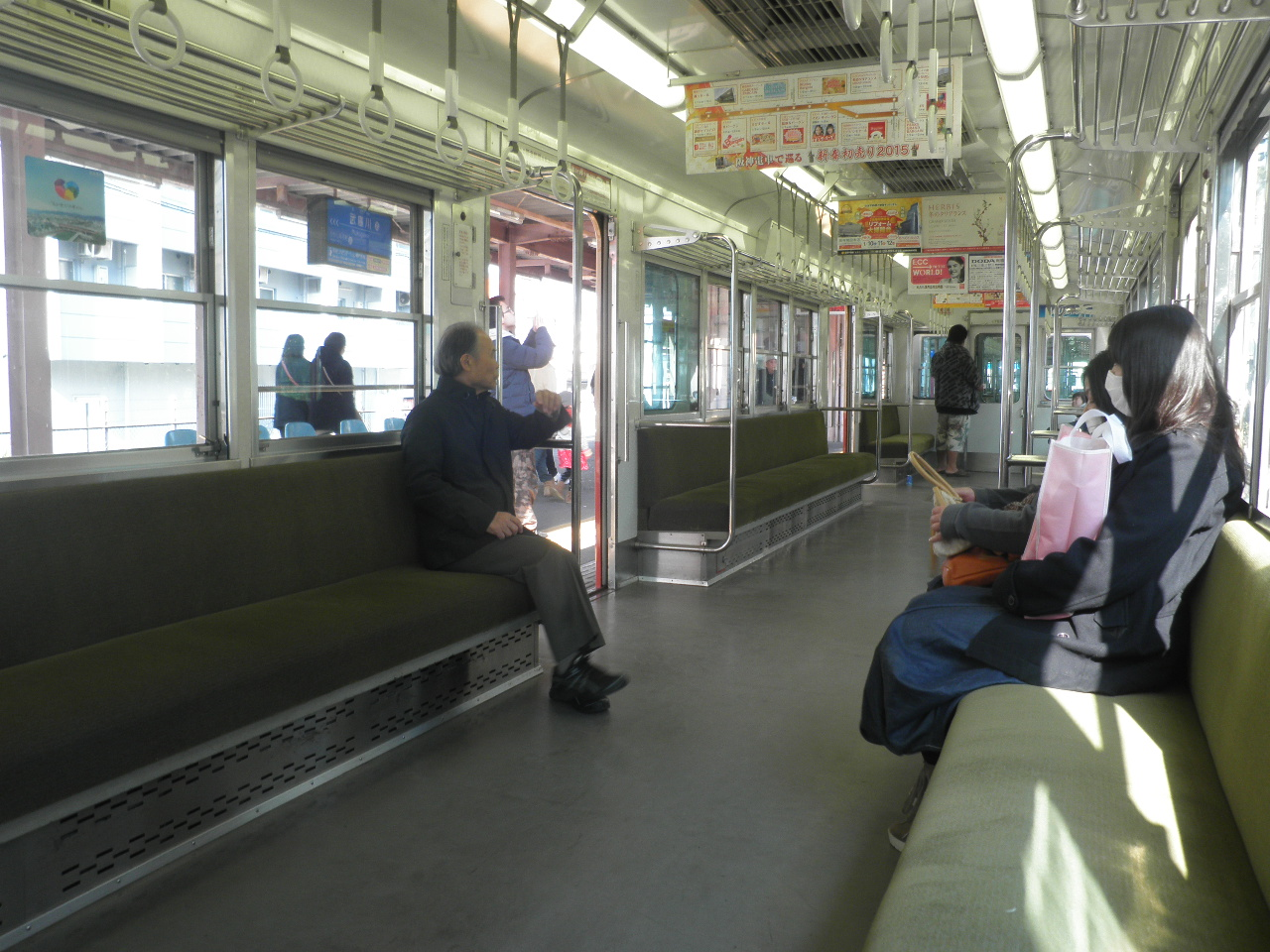
7866の車内（2015年）

1966年登場の編成（7861F、7962F、7863F）は7801・7901形と同様の経済車体であり、運転台直後の座席も省略されていた。
昇圧後の1968年の増備車（7964F以降）は、3521形後期車と同様に車体形状が変更された。車体は雨樋が埋込式となり、屋根の曲率も変更されたほか、側扉の高さも1,900mmと高くなっている。車内も運転台直後に座席が設置された。

### 主要機器
台車は電動車が住友金属工業FS341、制御車がFS341Tである。
主電動機は出力110kWのTDK-814-Cで、歯車比は74:13である。制御器は1966年製の車両が他の7801形と同じ三菱電機ABFM-114-15-MAであるが、1968年製の車両は改良型のABFM-114-15-MBとなった。制動装置は電磁直通ブレーキ（HSC）である。
パンタグラフは、1966年に登場した7861F、7962F、7863Fでは7861形に2基搭載したが、昇圧後の1968年に登場した7964F以降では連結面側に1基のみとなった。

## 改造工事

### 昇圧改造
1967年に初期車の昇圧改造が行われ、Mc車7861形に2基搭載していたパンタグラフのうち、運転台寄りの1基が撤去された。

### 冷房化改造
1971年4月から8月にかけて、全車冷房改造された。電動発電機 (MG) は70kVAのCLG-346を7961形に搭載、パンタグラフは下枠交差式に交換された。最初期の改造のため、冷房装置の設置高さが他の車両に比べて高くなっている。
冷房改造と同時に初期車は運転台後部への座席を設置、網棚と車内灯も改良された。1981年からは種別・行先表示器が設置され、1984年からは内装更新により荷物棚のパイプ棚への交換などを実施している。

### 3両固定化改造
1986年には、3301形の廃車で5両編成を組成可能な車両が減少したため、後期車7870F・7872Fの2両編成2本の分割と制御車の電装化改造を行い、7801・7901形との3両編成を組むようになった。電装化改造車には空き番の奇数番号が付与され、7970・7972から7871・7873に改番された。
7871・7873は前から2つ目の冷房機を撤去し、下枠交差式のパンタグラフを搭載した。電装品は7801形の3000系への改造に伴って発生した余剰品を活用している。
固定編成化の対象となった7801・7901形7831 - 7834のユニットは、7861・7961形とともに最初期の冷房化改造車であるため、冷房装置の設置高さが編成内で揃っている。編成は7831-7931+7870、7871+7932-7832、7833-7933+7872、7873+7934-7834の3両編成4本に再編された。

### ワンマン化改造
2000年10月の武庫川線でのワンマン運転開始に伴い、7861・7961形の3編成6両（7964F、7966F、7968F）がワンマン化改造された。改造工事は7890・7990形の1編成2両も含めて、2000年4月から7月にかけて施工された。
運転関係はワンマン切替スイッチ、ワンマン用扉スイッチ、扉切替スイッチ、自動放送装置、扉開閉予告ブザーを新設した。車体関係では方向幕にワンマン用を追加、段違い式の転落防止幌の設置、車側灯のLED化を行った。車椅子スペースは7868に先行して設置されていたが、ワンマン化の際に7864・7866にも設置された。
床下は空気圧縮機の更新を行い、従来のDH-25LからC-2000L（LA）に換装された。
2006年より先頭連結器のバンドン式連結器から廻り子式密着連結器への交換が実施されたが、武庫川線ワンマン車は交換の対象外となった。他車との連結必要時の対応のため、7861形の座席下に偏差アダプタを備えている。

## 運用
本線での増結や西大阪線で運用され、当時運行されていた西大阪特急の2両編成でも運用されていた。後年本形式2両を3編成連ねた6両編成で本線特急に充当されたこともある。
1984年4月に武庫川線が洲先駅から武庫川団地前駅まで延伸され、輸送力増強のため従来の3301形単行に代わり7861・7961形の2両編成での運転を開始した。当時の武庫川線は車掌乗務のツーマン運転で、引き続き本線の増結、西大阪線でも運用されており、阪神の全線で共通運用されていた。
その後は本線運用は6両固定編成化が進み、急行・準急の5両編成運用の廃止に伴い、7801・7901形とユニットを組む7870 - 7873の4両が1993年までに廃車された。7962Fは阪神・淡路大震災の影響で廃車予定が延期され、9000系の投入に伴って1996年3月27日付で廃車となっている。
末期は本線の一部の急行・準急と西大阪線で使用されていたが、阪神なんば線の延伸開業を前に本線・西大阪線での運用は終了し、以降の営業運用は武庫川線のみとなった。
1000系の営業運転開始に伴い、残存する7861・7961形で唯一ワンマン未対応だった7861Fが2007年10月5日付で、7863Fが翌2008年11月11日付で廃車となった。7801・7901形の全廃後も7861形はワンマン運転対応の後期型3編成が武庫川線専用車として残り、阪神最後の片開き扉を持つ形式となった。
武庫川線では7890・7990形とともに運用に就いていたが、老朽化とバリアフリー対応推進に基づき2020年6月2日をもって5500系改造車に置き換えられた。運行終了後、尼崎車庫で社員限定の撮影会が行われた後、6月8日・10日・12日付けで順次廃車。廃車後は深夜にトレーラーによる陸送でリサイクル工場へ搬出され、工場内で解体されている。
この形式を最後に、600V時代の阪神を走行した車両は全て引退した。

## 編成表

### 1981年
1981年9月30日時点での編成。
| ← 梅田元町 → |            |
| クモハ Mc1   | クハ Tc1   |
| 7861         | 7961       |
| 7863         | 7963       |
| クハ Tc2     | クモハ Mc2 |
| 7962         | 7862       |
| 7964         | 7864       |
| 7966         | 7866       |
| 7968         | 7868       |
| 7970         | 7870       |
| 7972         | 7872       |

### 1989年
1989年9月20日時点での編成。
| ← 梅田元町 → |            |
| クモハ Mc1   | クハ Tc1   |
| 7861         | 7961       |
| 7863         | 7963       |
| クハ Tc2     | クモハ Mc2 |
| 7962         | 7862       |
| 7964         | 7864       |
| 7966         | 7866       |
| 7968         | 7868       |

| ← 梅田・西九条元町 → |         |            |
| クモハ Mc1           | サハ T1 | クモハ Mc2 |
| 7831                 | 7931    | 7870       |
| 7833                 | 7933    | 7872       |
| クモハ Mc1           | サハ T2 | クモハ Mc2 |
| 7871                 | 7932    | 7832       |
| 7873                 | 7934    | 7834       |

### 2006年
1000系導入前、2006年4月1日時点での編成。
| ← 梅田・武庫川元町・団地前 → |            |
| クモハ Mc1                   | クハ Tc1   |
| 7861                         | 7961       |
| 7863                         | 7963       |
| クハ Tc2                     | クモハ Mc2 |
| 7964                         | 7864       |
| 7966                         | 7866       |
| 7968                         | 7868       |

### 2017年
2017年4月1日時点では、武庫川線ワンマン対応の3編成6両が在籍していた。
| ← 武庫川武庫川団地前 → | ← 武庫川武庫川団地前 → | 廃車          |
| クハ Tc2               | クモハ Mc2             |               |
| 7964                   | 7864                   | 2020年6月8日  |
| 7966                   | 7866                   | 2020年6月10日 |
| 7968                   | 7868                   | 2020年6月12日 |